# بدو مطروح
بدو مطروح مجموعة بدوية في مصر تنتشر من الإسكندرية حتى حدود ليبيا غرباً في محافظة مطروح شمال مصر ينحدرون من الفاتحين العرب والقبائل العربية التي هاجرت، وجود هذه القبائل البدوية في مطروح هو نتيجة التنقل من سيناء والشرقية والنقب والحجاز عبر فترات تاريخية مختلفة فمعظم الجيش الإسلامي العربي الذي فتح مصر في القرن السابع الميلادي استوطن في شمال مصر ومنها انطلق لفتوحاته غربا نحو ليبيا و تونس و المغرب.